# Уорнър Брос Телевижън
Warner Bros. Television e телевизионна компания, дъщерна на концерна Warner Bros. Създадена е през 1955, през 1993, придобива „Лоримар Телепикчърс“.
Произвежда едни от най-гледаните сериали в света.
- Маверик (1957 – 1962)
- ФБР (1965 – 1974)
- Кунг Фу (1972 – 1975)
- Жената чудо (1975 – 1979)
- Алис (1976 – 1985)
- Царете на хаоса (1979 – 1985)
- Нощен съд (1984 – 1992)
- Напълно непознати (1986 – 1993)
- Семейство Хоуган (1986 – 1991)
- Пълна къща (1987 – 1995)
- Мърфи Браун (1988 – 1998)
- Приказки от Криптата (1989 – 1996)
- Принцът от Бел Еър (1990 – 1996)
- Светкавицата (1990 – 1991)
- Таз-Мания (1991 – 1996)
- Стъпка по стъпка (1991 – 1997)
- Спешно отделение (1994 – )
- Приятели (1994 – 2004)
- Вавилон 5 (1993 – 1999)
- Волният Уили (1994 – 1995)
- Сексът и градът (1998 – 2004)
- Западното крило (1999 – 2006)
- Момичетата Гилмор (2000 – 2007)
- Какво харесвам в теб (2002 – 2006)
- Двама мъже и половина (2003 – )
- Патетата (2003 – 2005)
- Ориндж Каунти (2003 – 2007)
- Студени досиета (2003 – 2010)
- Трий Хил (2003 – )
- Джоуи (2004 – 2006)
- Войната вкъщи (2005 – 2007)
- Нашествие (2005 – 2006)
- Студио 60 (2006 – 2007)
- С аромат на маргаритки (2007 – 2009)
- Чък (2007 – )
- Терминатор: Хрониките на Сара Конър (2007 – 2009)
- Експериментът (2008 – )